# پتروس کریستوس

پرترهٔ یک زن خَیِّر، مربوط به حدود سال ۱۴۵۵، اثر پتروس کریستوس، (دههٔ ۱۴۱۰/۱۴۲۰–۱۴۷۵/۱۴۷۶)؛ نگهداری‌شده در نگارخانه ملی هنر، واشینگتن، دی.سی. تأثیر کریستوس روی فان در ویدن در رنگ‌بندی و حالت چهره مشخص است.

پتروس کریستوس (انگلیسی: Petrus Christus؛ حدود ۱۴۱۰/۱۴۲۰ – ۱۴۷۵/۱۴۷۶) یک نقاش بود که از سال ۱۴۴۴ در بروخه فعالیت می‌کرد. پس از مرگ یان وان آیک، او در کنار هانس مملینگ به نقاش برتر این منطقه تبدیل شد. کریستوس در آثارش از وان آیک و روخیر فان در ویدن ایده گرفته و به‌دلیل نوآوری‌هایش در زمینهٔ ژرفانمایی شناخته شده‌است. تا کنون حدود ۳۰ اثر به‌طور قطعی متعلق به او دانسته شده‌است.

## نگارخانه

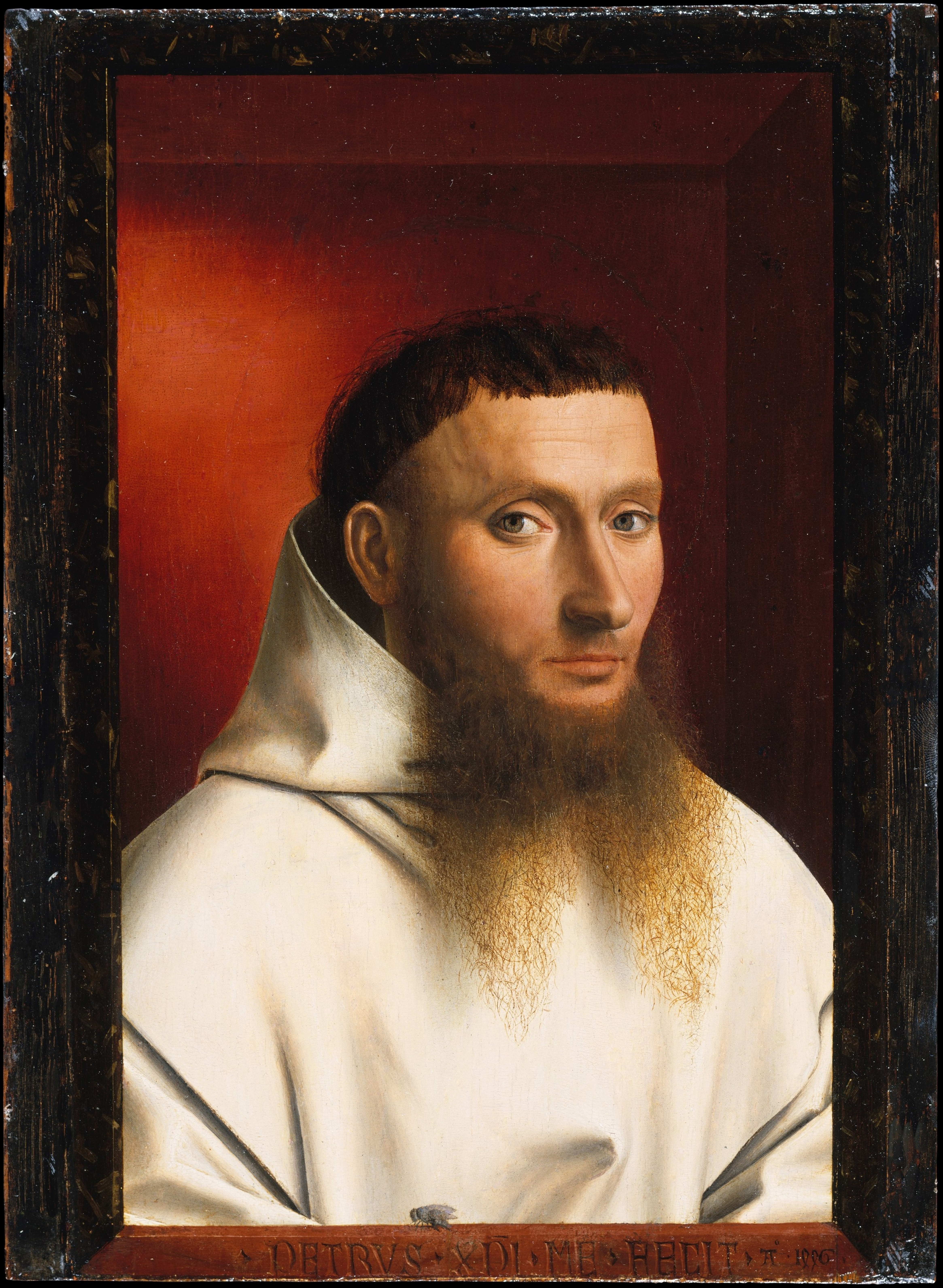
پُرترهٔ یک راهب كرثوزی ۱۴۴۶ م. موزه متروپولیتن نیویورک
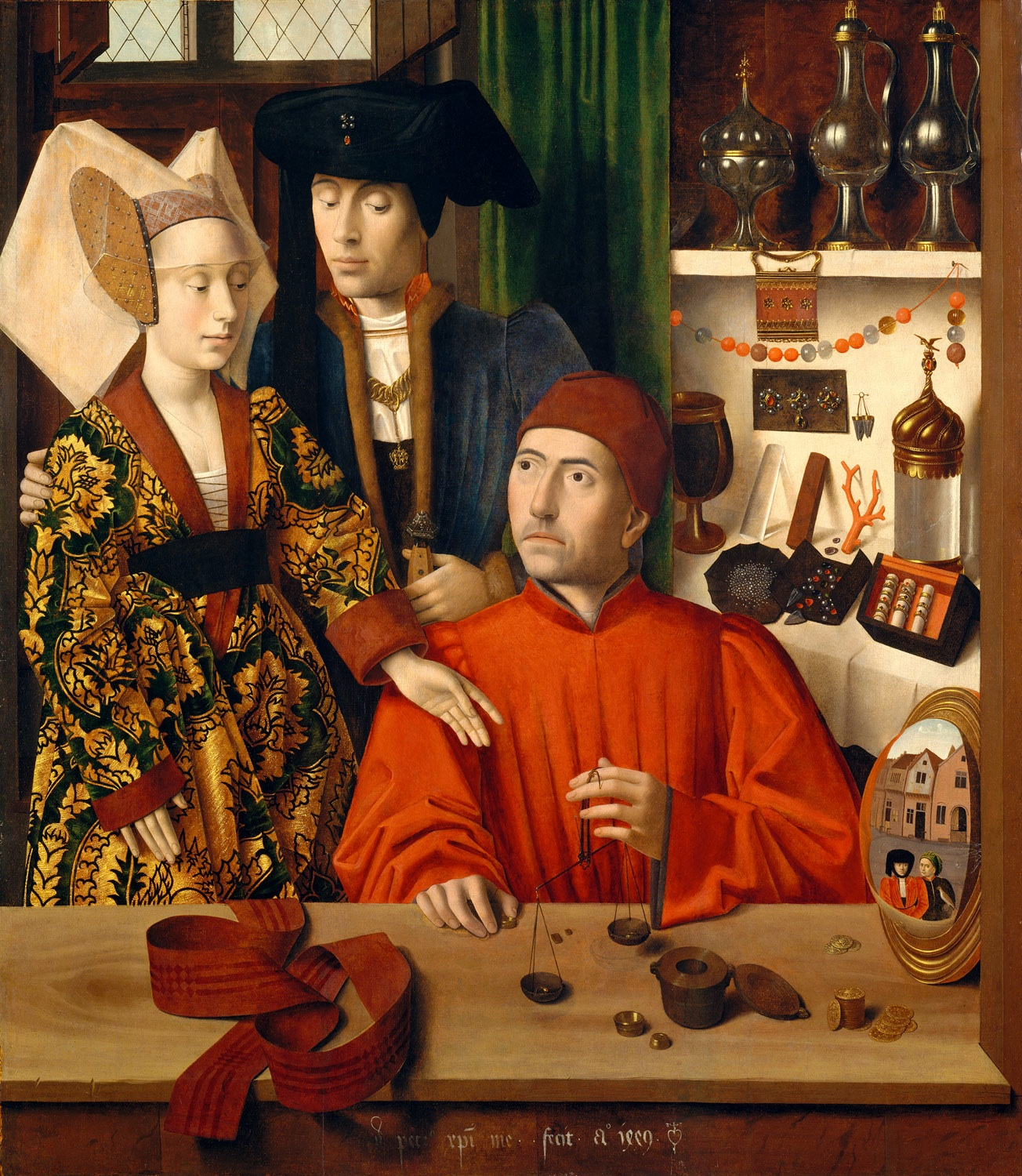
سنت الیگوس در مغازهٔ طلافروشی ۱۴۴۹ م. موزه متروپولیتن نیویورک
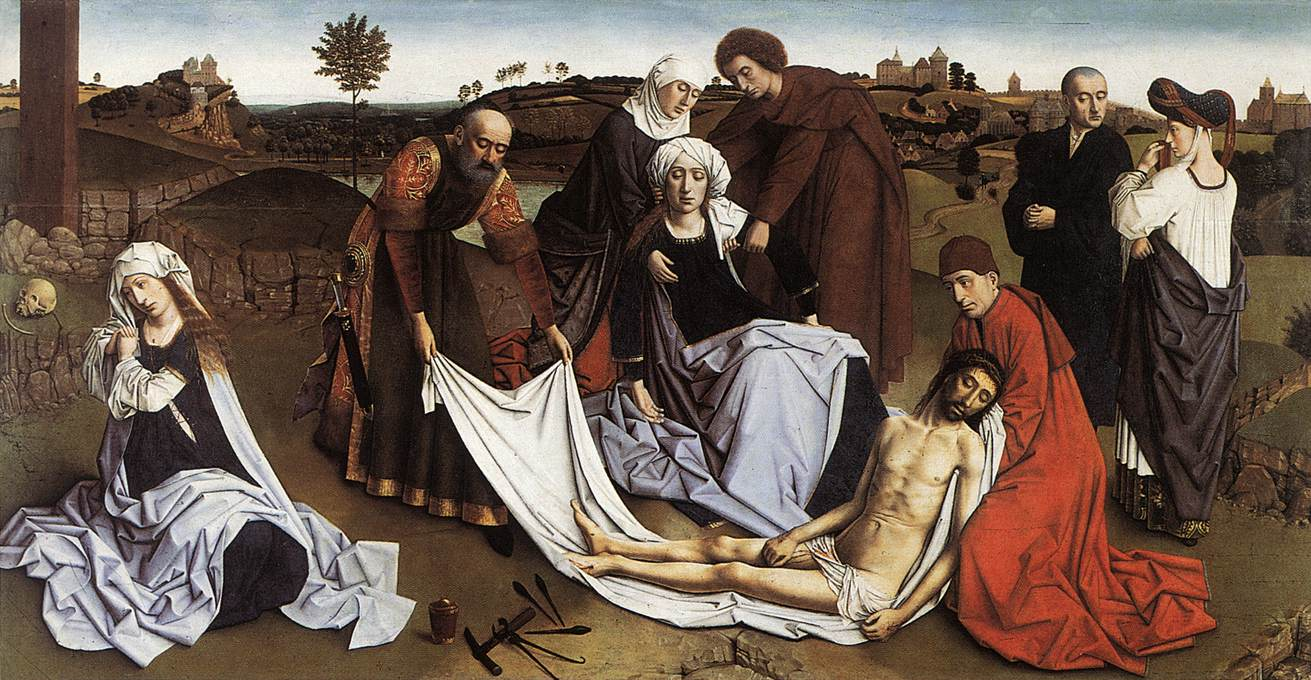
سوگواری برای عیسی بین ۱۴۵۵ و ۱۴۶۰ م. موزه‌های سلطنتی هنرهای زیبای بلژیک
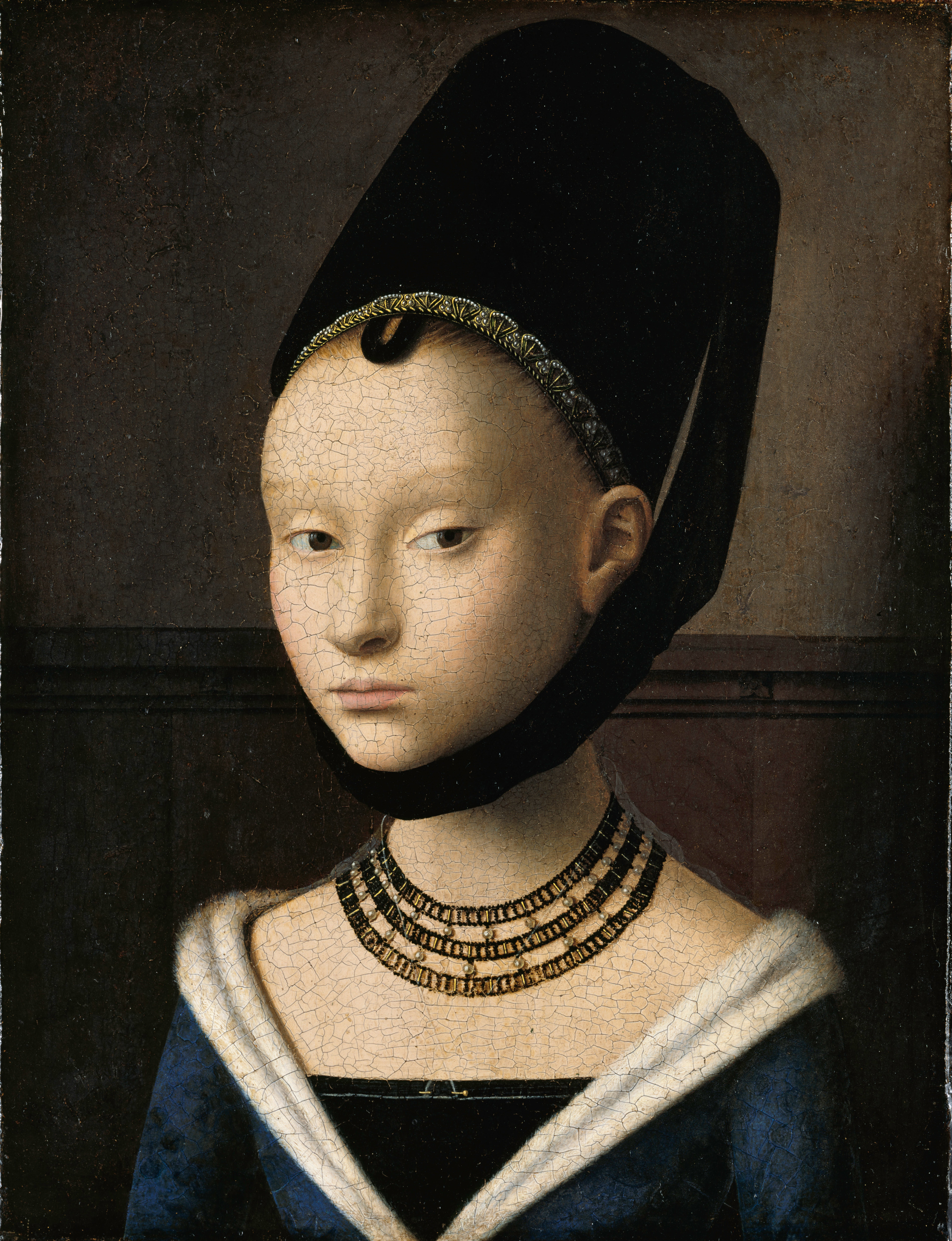
پُرترهٔ بانوی جوان
حوالی ۱۴۷۰ م.
گمالده‌گالری